# Acción Antisionista
Acción Antisionista (en alemán: Antizionistische Aktion, AZA) fue un grupo de neonazis alemanes activo en las décadas de 1980 y 1990.
La Acción Antisionista fue una iniciativa lanzada en Múnich en la década de 1980 por los exlíderes del movimiento neonazi de Alemania como Michael Kühnen e Ingrid Weckert. Las ideas de extrema derecha, sobre todo antisemitas, se incluyeron bajo el eslogan "lucha contra el sionismo", en el que el Estado de Israel como estado judío, los EE. UU., pero también los judíos alemanes debían servir como puntos de ataque. La AZA fue uno de varios intentos de establecer organizaciones preliminares de la comunidad de opinión del Pacto del Frente Nuevo (GdNF).